# René Hubert
René Eugène Hubert (Frauenfeld, 7 ottobre 1895 – New York, 5 giugno 1976) è stato un costumista svizzero che lavorò a Hollywood.
Il regista Léonce Perret lo presentò come costumista a Gloria Swanson quando questa si recò in Francia per girare Madame Sans-Gêne. I suoi bozzetti e i suoi abiti conquistarono immediatamente la diva che lo prese sotto la sua protezione portandolo, a riprese finite, con sé a Hollywood dove Hubert iniziò la sua carriera americana.

## Filmografia
- Madame Sans-Gêne, regia di Léonce Perret (1924)
- Follie (The Coast of Folly), regia di Allan Dwan (1925)
- Stage Struck, regia di Allan Dwan (1925)
- Capricci di donna (The Untamed Lady), regia di Frank Tuttle (1926)
- Gli eroi del deserto (Beau Geste), regia di Herbert Brenon (1926)
- Gli amori di Sonia (The Love of Sunya), regia di Albert Parker (1927)
- Frisco Sally Levy, regia di William Beaudine (1927)
- The Callahans and the Murphys, regia di George W. Hill (1927)
- On Ze Boulevard, regia di Harry Millarde (1927)
- Twelve Miles Out, regia di Jack Conway (1927)
- Adamo e il peccato (Adam and Evil), regia di Robert Z. Leonard (1927)
- Sigari e sigarette, signori (After Midnight), regia di Monta Bell (1927)
- Foreign Devils, regia di W. S. Van Dyke (1927)
- Body and Soul, regia di Reginald Barker (1927)
- Via Belgarbo (Quality Street), regia di Sidney Franklin (1927)
- Asfalto (Asphalt), regia di Joe May (1929)
- Nina Petrowna (Die wunderbare Lüge der Nina Petrowna), regia di Hanns Schwarz (1929)
- Manolescu (Manolescu - Der König der Hochstapler), regia di Viktor Turžanskij (1929)
- Sotto i tetti di Parigi (Sous les toits de Paris), regia di René Clair (1930)
- Walzer d'amore (Liebeswalzer), regia di Wilhelm Thiele (1930)
- The Love Waltz, regia di Carl Winston (1930)
- Che tipo di vedova! (What a Widow!), regia di Allan Dwan (1930)
- L'ala della fortuna (Liebling der Götter), regia di Hanns Schwarz (1930)
- The Temporary Widow, regia di Gustav Ucicky (1930)
- The Great Meadow, regia di Charles Brabin (1931)
- The Easiest Way, regia di Jack Conway (1931)
- Gentleman's Fate, regia di Mervyn LeRoy (1931)
- Men Call It Love, regia di Edgar Selwyn (1931)
- Stepping Out, regia di Charles Reisner (1931)
- Indiscreet, regia di Leo McCarey (1931)
- La voce del sangue (Never the Twain Shall Meet), regia di W. S. Van Dyke - guardaroba (1931)
- La piccola amica (Daybreak), regia di Jacques Feyder (1931)
- Bomben auf Monte Carlo, regia di Hanns Schwarz (1931)
- Il capitano Craddock, regia di Hanns Schwarz e Max de Vaucorbeil (1931)
- A me la libertà (À nous la liberté), regia di René Clair (1931)
- Tumultes, regia di Robert Siodmak (1932)
- Perfect Understanding, regia di Cyril Gardner (1933)
- Per le vie di Parigi (Quatorze Juillet), regia di René Clair (1933)
- Guerra di valzer (Walzerkrieg), regia di Ludwig Berger (1933)
- La Guerre des valses, regia di Ludwig Berger e Raoul Ploquin (1933)
- Volga in fiamme (Volga en flammes), regia di Viktor Tourjansky (1934)
- La leggenda di Liliom (Liliom), regia di Fritz Lang (1934)
- Chiaro di luna (Servants' Entrance), regia di Frank Lloyd e Walt Disney (1934)
- Marie Galante, regia di Henry King (1934)
- Elinor Norton, regia di Hamilton MacFadden (1934)
- Musica nell'aria (Music in the Air), regia di Joe May (1934)
- The Lottery Lover, regia di Wilhelm Thiele (1935)
- It's a Small World, regia di Irving Cummings (1935)
- Un angolo di paradiso (Our Little Girl), regia di John S. Robertson (1935)
- Under the Pampas Moon, regia di James Tinling (1935)
- Spring Tonic, regia di Clyde Bruckman (1935)
- Doubting Thomas, regia di David Butler (1935)
- The Daring Young Man, regia di William A. Seiter (1935)
- Riccioli d'oro (Curly Top), regia di Irving Cummings (1935)
- The Farmer Takes a Wife, regia di Victor Fleming (1935)
- Orchids to You
- Canto d'amore (Here's to Romance), regia di Alfred E. Green (1935)
- La vita futura (Things to Come), regia di William Cameron Menzies
- La segretaria (Men Are Not Gods), regia di Walter Reisch (1936)
- Sangue gitano (Wings of the Morning), regia di Harold D. Schuster e Glenn Tryon (non accreditato) (1937)
- Elisabetta d'Inghilterra (Fire Over England), regia di William K. Howard (1937)
- Le tre spie (Dark Journey), regia di Victor Saville (1937)
- Sei ore a terra
- Il manto rosso (Under the Red Robe), regia di Victor Sjöström (1937)
- Il trionfo della primula rossa (Return of the Scarlet Pimpernel), regia di Hanns Schwarz (1937)
- Pranzo al Ritz (Dinner at the Ritz), regia di Harold D. Schuster (1937)
- Paradiso per due (Paradise for Two), regia di Thornton Freeland (1937)
- The Sky's the Limit
- L'avventura di Lady X
- Sweet Devil
- Un americano a Oxford (A Yank at Oxford), regia di Jack Conway (1938)
- Il principe Azim (The Drum), regia di Zoltán Korda (1938)
- Vogliamo la celebrità (Break the News), regia di René Clair (1938)
- Le quattro piume (The Four Feathers), regia di Zoltán Korda (1939)
- Nel mondo della luna (Over the Moon), regia di Thornton Freeland e William K. Howard (1939)
- Il grande ammiraglio (That Hamilton Woman), regia di Alexander Korda (1941)
- L'ammaliatrice (The Flame of New Orleans), regia di René Clair (1941)
- L'incompiuta
- Lydia
- Letti gemelli
- L'idolo delle folle
- Ciao bellezza!
- Claudia
- Bomber's Moon
- Il cielo può attendere (Heaven Can Wait), regia di Ernst Lubitsch (1943)
- Una moglie in più
- Fior di neve
- Sweet Rosie O'Grady, regia di Irving Cummings (1943)
- Paris After Dark
- Happy Land
- Bernadette (The Song of Bernadette), regia di Henry King (1943)
- La porta proibita
- Prigionieri dell'oceano (Lifeboat), regia di Alfred Hitchcock (1944)
- Il pensionante (The Lodger), regia di John Brahm (1944)
- La famiglia Sullivan
- Buffalo Bill
- La fidanzata di tutti (Pin Up Girl), regia di H. Bruce Humberstone (1944)
- Avvenne domani (It Happened Tomorrow), regia di René Clair (1944)
- Wilson, regia di Henry King (1944)
- Irish Eyes Are Smiling
- Nelle tenebre della metropoli (Hangover Square), regia di John Brahm (1945)
- Scandalo a corte (A Royal Scandal), regia di Otto Preminger, Ernst Lubitsch (1945)
- La barriera d'oro (Nob Hill), regia di Henry Hathaway (1945)
- Capitano Eddie
- Festa d'amore
- Dieci piccoli indiani (And Then There Were None), regia di René Clair (1945)
- Bellezze rivali (Centennial Summer), regia di Otto Preminger (1946)
- Wake Up and Dream, regia di Lloyd Bacon (1946)
- Il 13 non risponde
- Schiavo del passato
- Carnevale in Costarica
- Rose tragiche (Moss Rose), regia di Gregory Ratoff (1947)
- Ambra (Forever Amber), regia di Otto Preminger (1947)
- L'assalto, regia di H. Bruce Humberstone (1948)
- I verdi pascoli del Wyoming (Green Grass of Wyoming), regia di Louis King (1948)
- La signora in ermellino (That Lady in Ermine), regia di Ernst Lubitsch e (non accreditato) Otto Preminger (1948)
- When My Baby Smiles at Me, regia di Walter Lang (1944ì8)
- Il ventaglio (The Fan), regia di Otto Preminger (1949)
- L'indiavolata pistolera (The Beautiful Blonde from Bashful Bend), regia di Preston Sturges (1949)
- Dora bambola bionda!
- La figlia dello sceriffo (A Ticket to Tomahawk), regia di Richard Sal (1950)
- Sei canaglia ma ti amo (Love That Brute)
- L'amante indiana (Broken Arrow), regia di Delmer Daves (1950)
- Désirée, regia di Henry Koster (1954)
- Anastasia, regia di Anatole Litvak (1956)
- I quattro cavalieri dell'apocalisse (The Four Horsemen of the Apocalypse), regia di Vincente Minnelli (1962)
- La vendetta della signora (The Visit), regia di Bernhard Wicki (1964)